# Tiefburg (Handschuhsheim)
Die Tiefburg, auch Burg Handschuhsheim genannt, ist die Ruine einer mittelalterlichen Wasserburg im Heidelberger Stadtteil Handschuhsheim im nordwestlichen Baden-Württemberg.

## Lage
Die Burg liegt als Tiefburg nordwestlich des ehemaligen Dorfkerns von Handschuhsheim. Die Burg war einst von einem vom Mühlbach gespeisten Wassergraben umgeben. An der Nordostecke der Anlage ist noch der vermauerte Zufluss zum Graben sichtbar. Der Verbindungskanal wurde nach seiner Trockenlegung als Zugang zum benachbarten Gutshof genutzt. Die Ummauerung der Gesamtanlage hat sich fragmentarisch in den umliegenden Grundstücken erhalten.

## Geschichte

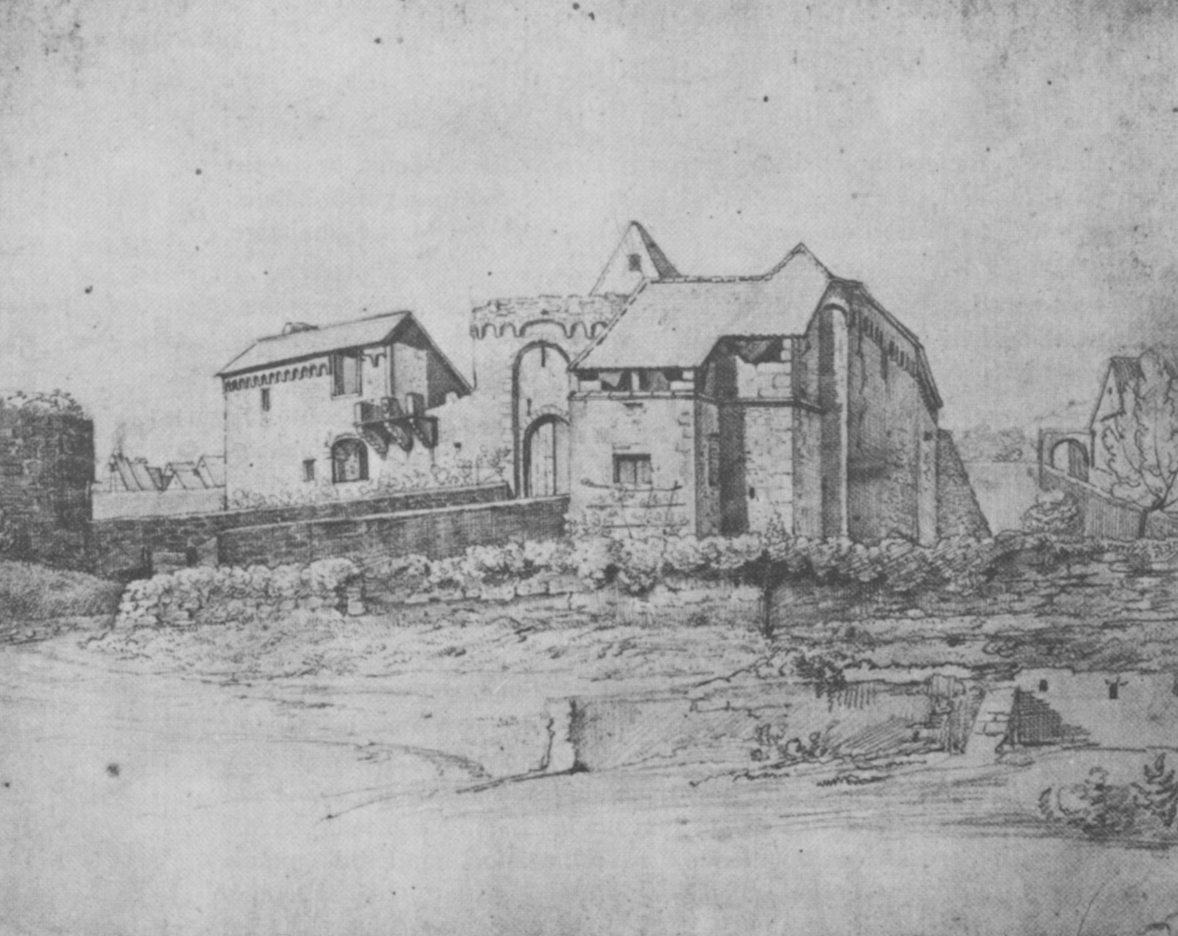
Tiefburg um 1820, Zeichnung von Johann Christian Xeller (1784–1872)

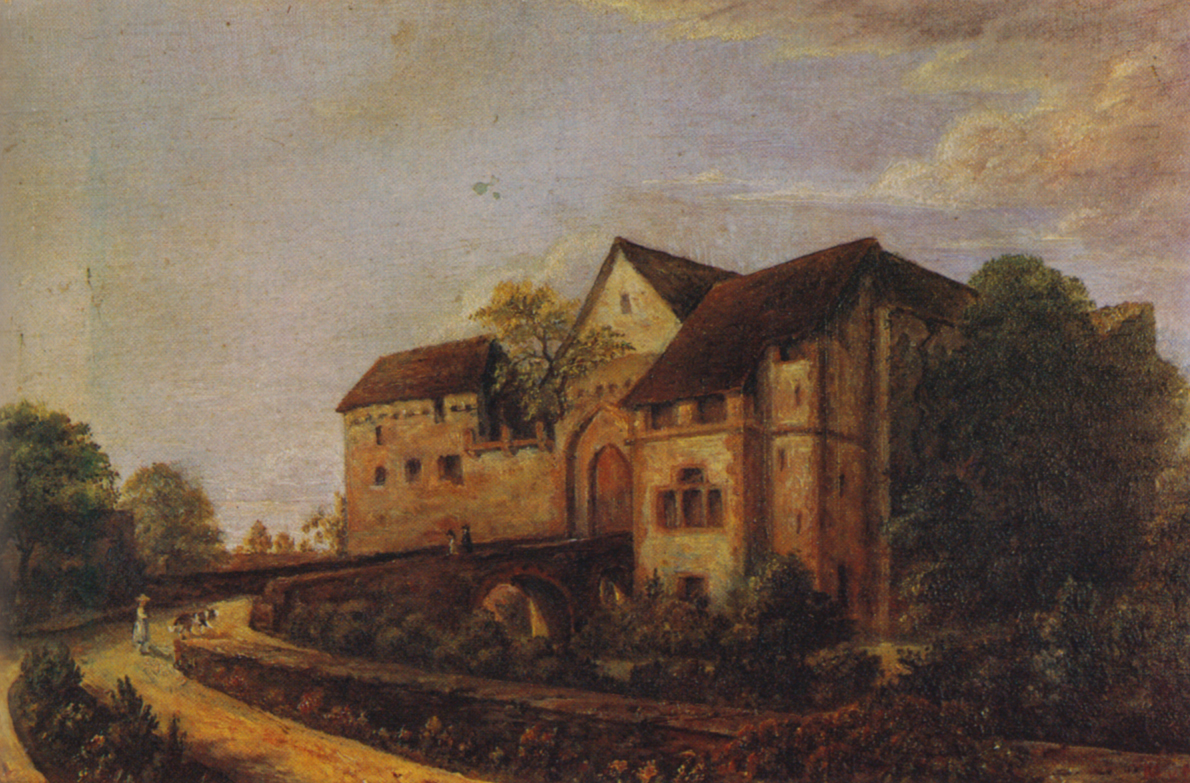
Tiefburg um 1870, Gemälde von Maximilian Graf von Helmstatt (1810–1893)

Der älteste Herrensitz in Handschuhsheim befand sich vermutlich auf einem westlichen Vorsprung des Heiligenbergs im Gewann Bürgel. Gemäß alten Überlieferungen sollen sich dort einst noch Gewölbe und Mauern einer Burg befunden haben. Ob es diese Burg überhaupt gab und wann sie aufgegeben wurde, ist genauso wenig bekannt wie der Ursprung der Tiefburg. Letztere hat jedoch spätestens im 13. Jahrhundert bestanden. Aus Überlieferungen des 13. und 14. Jahrhunderts geht hervor, dass sie eine Wasserburg war, umgeben von einem 12 Meter breiten Wassergraben, gespeist aus dem Mühlbach.
Das Geviert der Wehrmauern sowie die Tonnengewölbe der Keller stammen noch aus dem hohen Mittelalter, während der Rest der Gesamtanlage Merkmale der Renaissance aufweist, was auf einen größeren Umbau der Burg in der Zeit zwischen 1500 und 1600 schließen lässt. Die an den Balkonbrüstungen der Außenmauern sichtbaren Wappen von 1544 datieren diesen Umbau näher.
Die Burg war der Stammsitz der Herren von Handschuhsheim. Nachdem diese im Jahr 1600 im Mannesstamm ausgestorben waren, ging die Burg 1624 an die Herren von Helmstatt, in deren Besitz die Burg über mehr als drei Jahrhunderte blieb.
Vom Dreißigjährigen Krieg bis zum Pfälzischen Erbfolgekrieg hatte die Burg unter den Kriegen des 17. Jahrhunderts zu leiden. 1642 wurde die Burg mehrmals in Brand gesteckt, 1674 war sie zerstört und unbewohnbar. Georg Adam Christoph von Helmstatt (1676–1741) ließ um 1700 neben der Ruine das Freiadlige Herrengut an der Stelle des verfallenen Gutshauses der früheren Ortsherrschaft errichten. Das Herrengut war einst Teil der Gesamtanlage der Burg gewesen und wurde künftig weiter unterhalten, während man die ruinöse Kernburg nur noch notdürftig unterhielt.
1911 bis 1913 wurde die Tiefburg durch den Besitzer, Raban Graf von Helmstatt (1844–1932) renoviert und das Wohngebäude wieder nutzbar gemacht. Es war einige Zeit an verschiedene Handschuhsheimer Bürger vermietet, bevor man 1921 eine Jugendherberge darin eingerichtet hat. 1950 verkaufte Rabans Sohn Bleickard von Helmstatt (1871–1952) die Burg an die Stadt Heidelberg, die das Anwesen an den Stadtteilverein Handschuhsheim übergab. Der Jugendherbergsbetrieb endete 1951, seitdem wird die Burg für Veranstaltungen genutzt.

## Der eingemauerte Ritter
Im Jahre 1770 entdeckte der damalige Besitzer der Tiefburg, Johann Ferdinand Joseph Freiherr von Helmstatt, ein eingemauertes Skelett in mittelalterlicher Rüstung in einem Hohlraum hinter einer Wand. Um diesen „eingemauerten Ritter“ ranken sich einige Sagen. Eine von ihnen besagt, dass der Eingemauerte ein Verhältnis mit einer Bewohnerin der Burg Hirschhorn gehabt haben soll und zur Strafe hierfür lebendig eingemauert wurde.
Die Rüstung soll als Geschenk an den kurpfälzischen General von Rothenhausen gelangt sein und kam später über Kurfürst Carl Theodor in die königliche Altertumssammlung nach München. Inzwischen ist die Rüstung verschollen. Den Fundort schmückt seit 1977 eine vom Stadtteilverein gestiftete Replik.

## Anlage
Noch heute betritt man die Burg über eine Brücke, die einen zwölf Meter breiten zugeschütteten Graben überspannt. Von der Kernburg sind heute nur noch die Grundmauern, die Gewölbe des Wohnturms und die Wehrmauern erhalten. Um 1700 entstand ein neues Herrenhaus mit Ställen und Scheunen. Erst in den Jahren 1911 bis 1913 ließ der damalige Besitzer, Graf Raban von Helmstatt, das Wohnhaus „Ritterhaus“ im Innenhof wieder auf- und ausbauen.

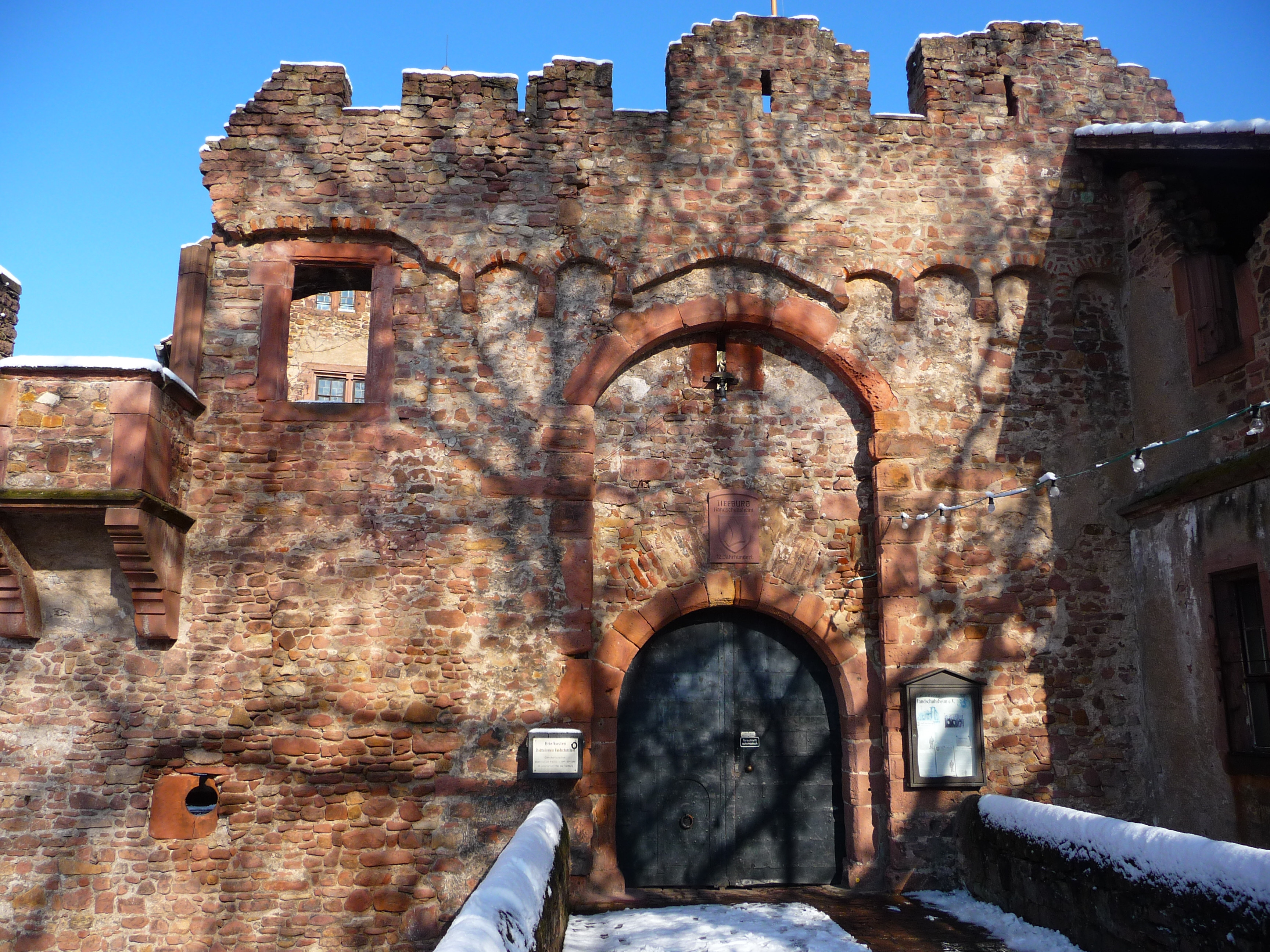
Haupteingang
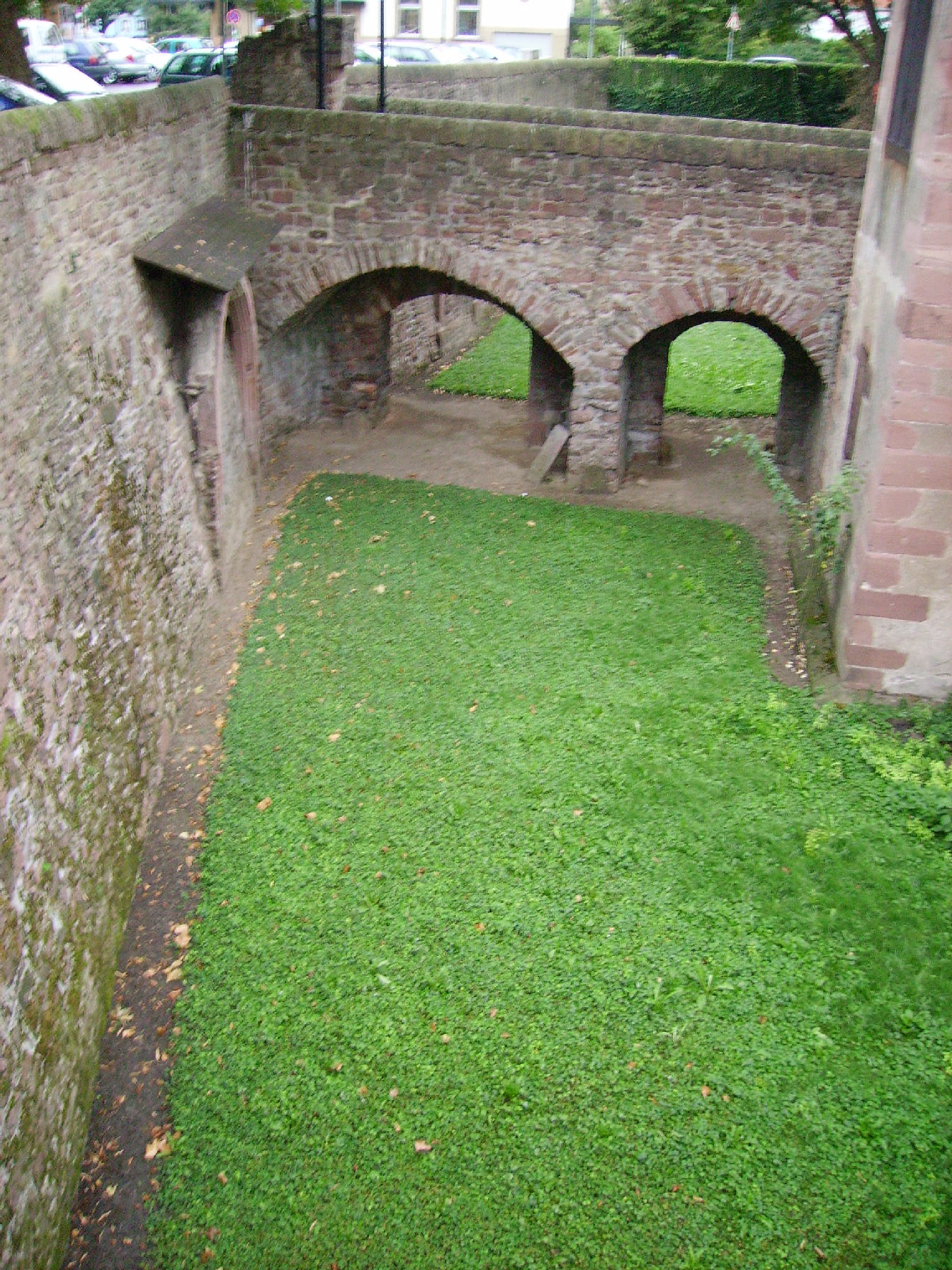
Graben
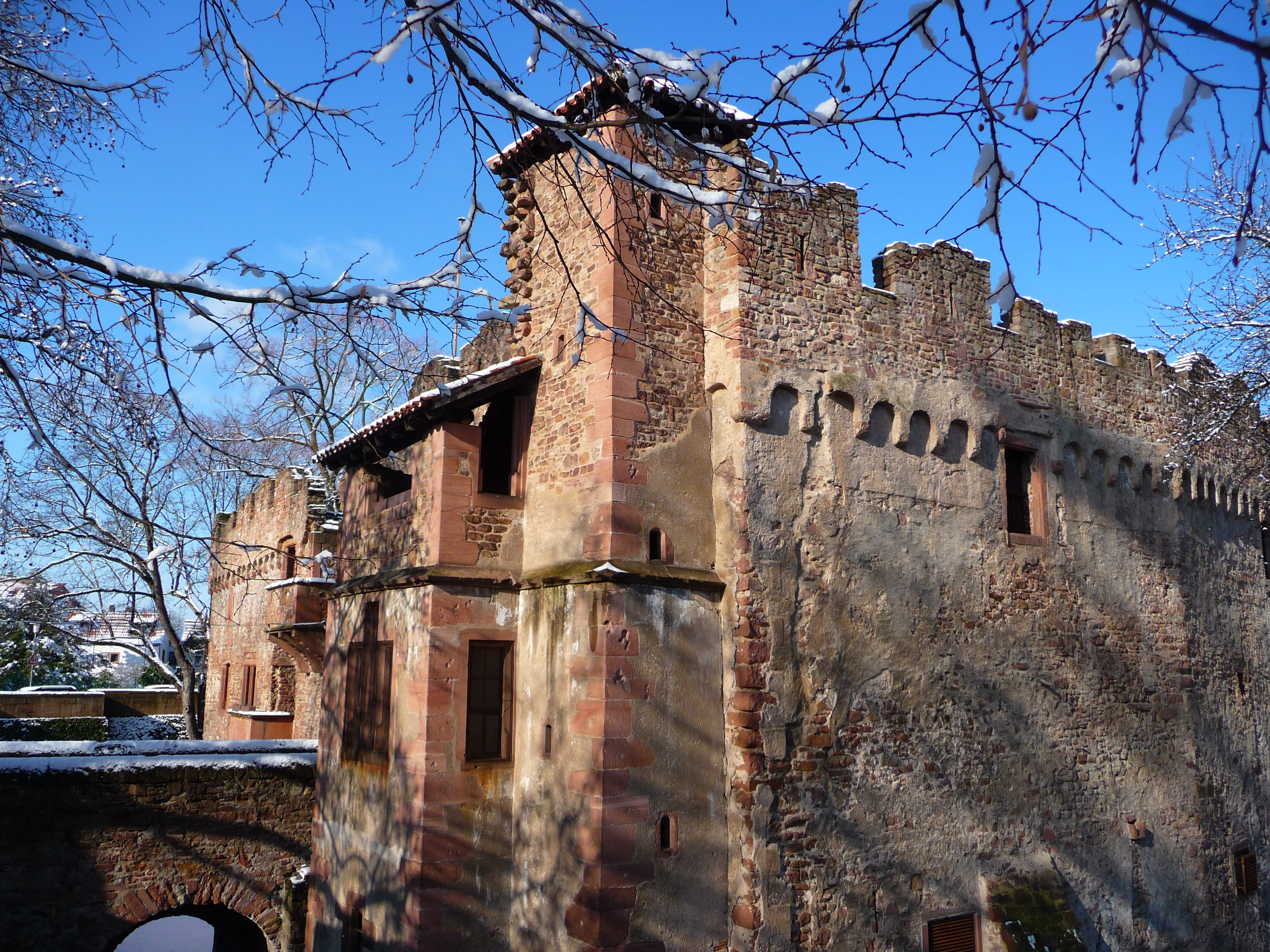
Ansicht von Osten
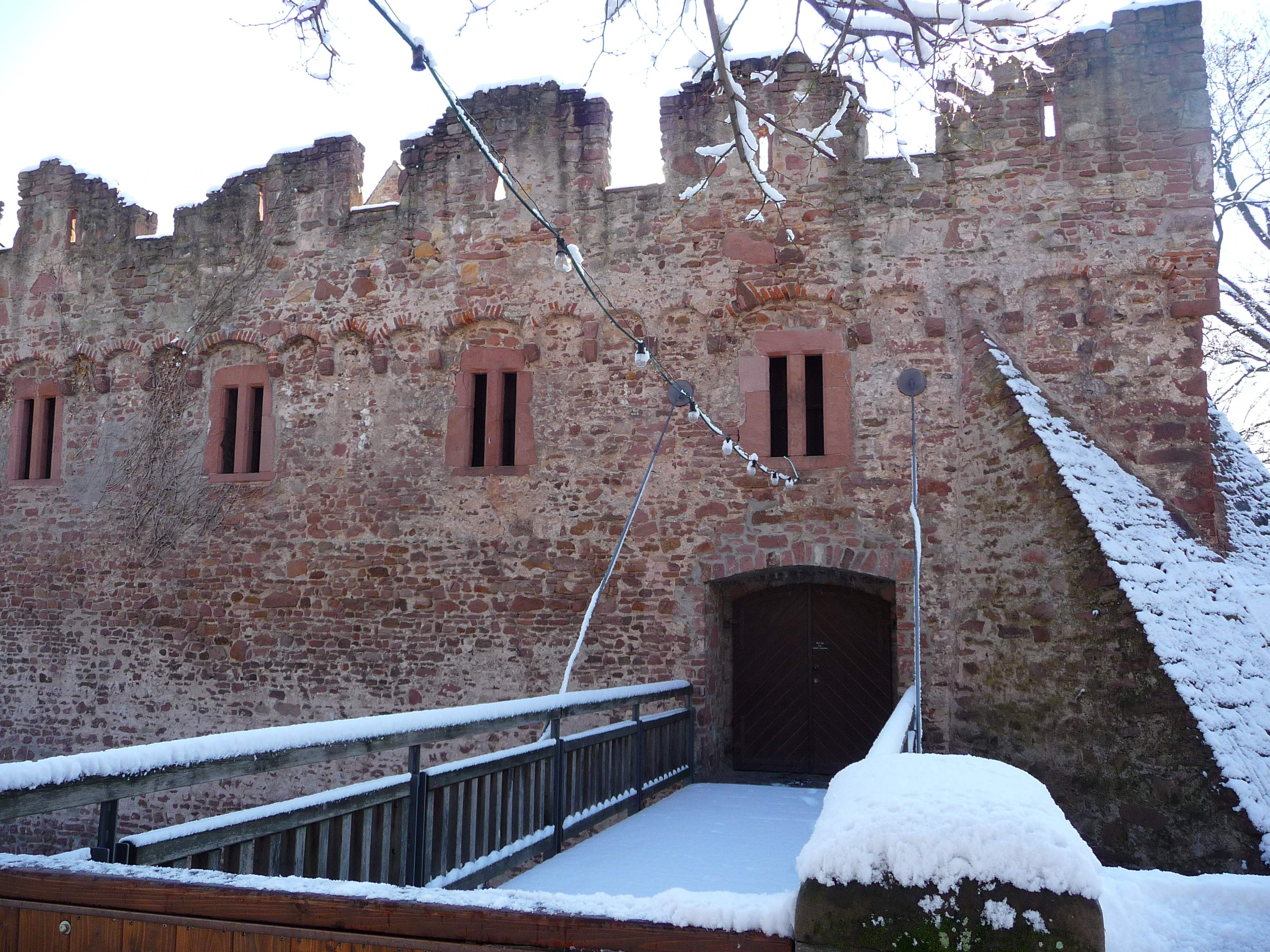
Rückwärtige Ansicht
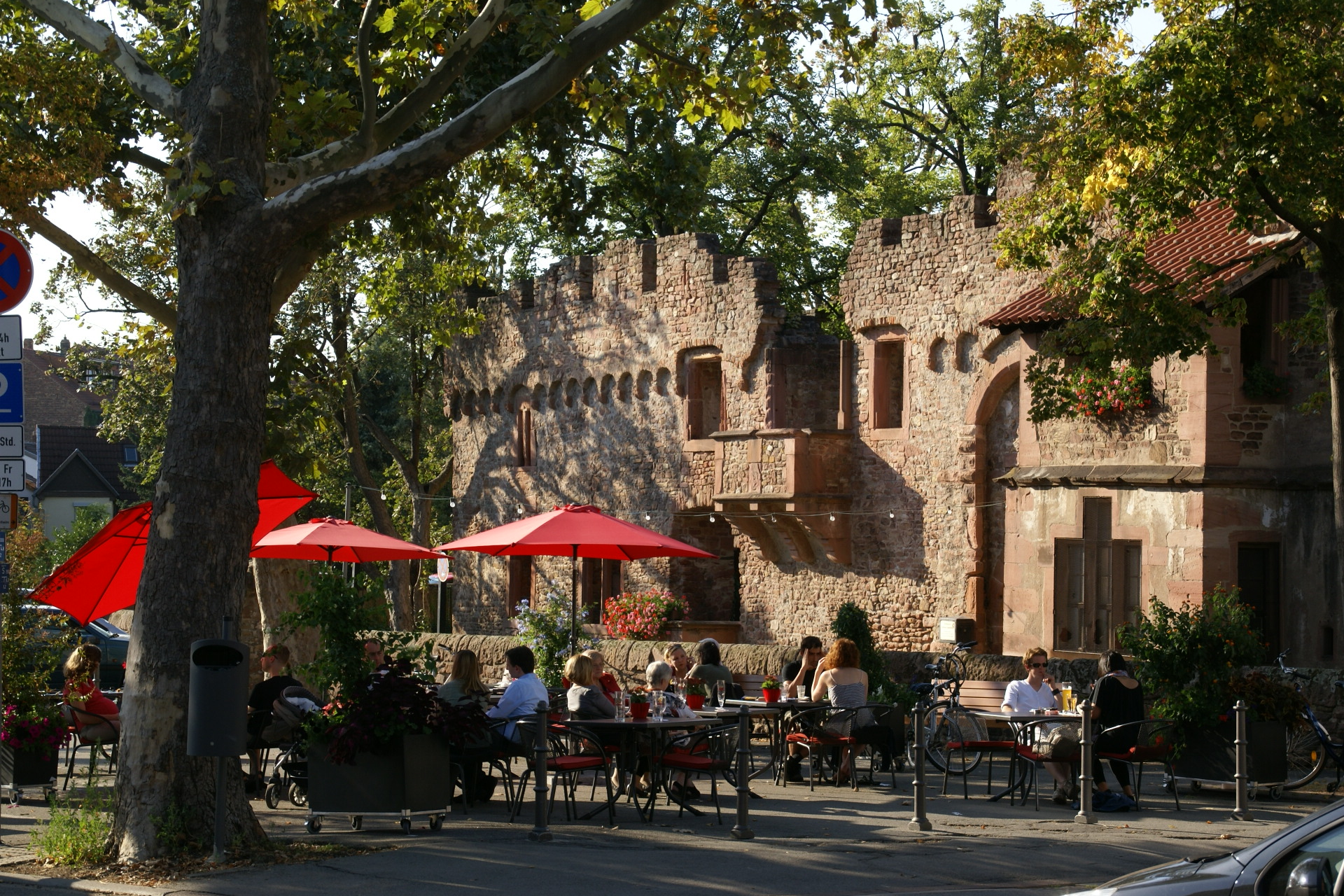
Sommerliche Bewirtung
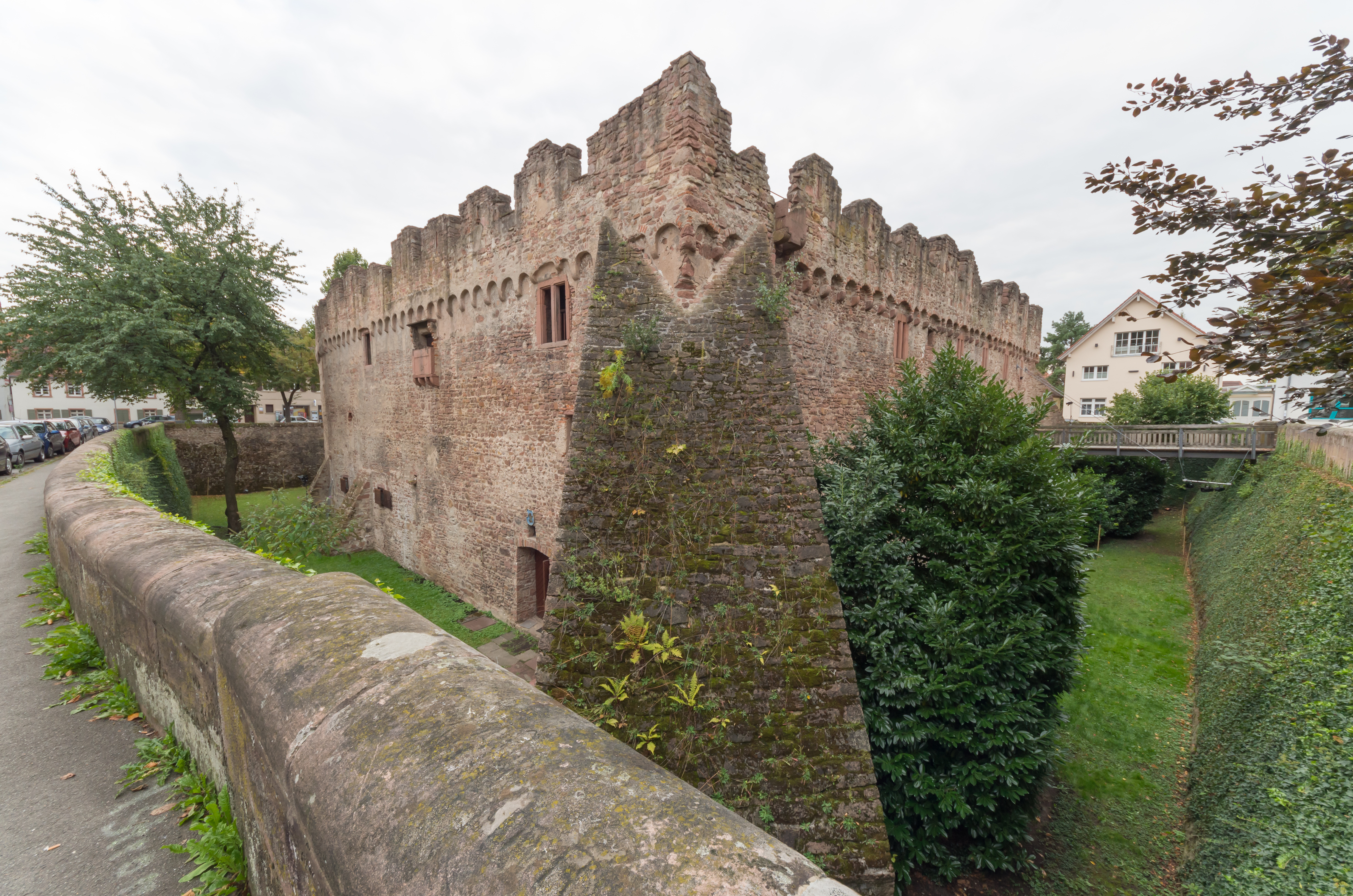
Hintere Ecke
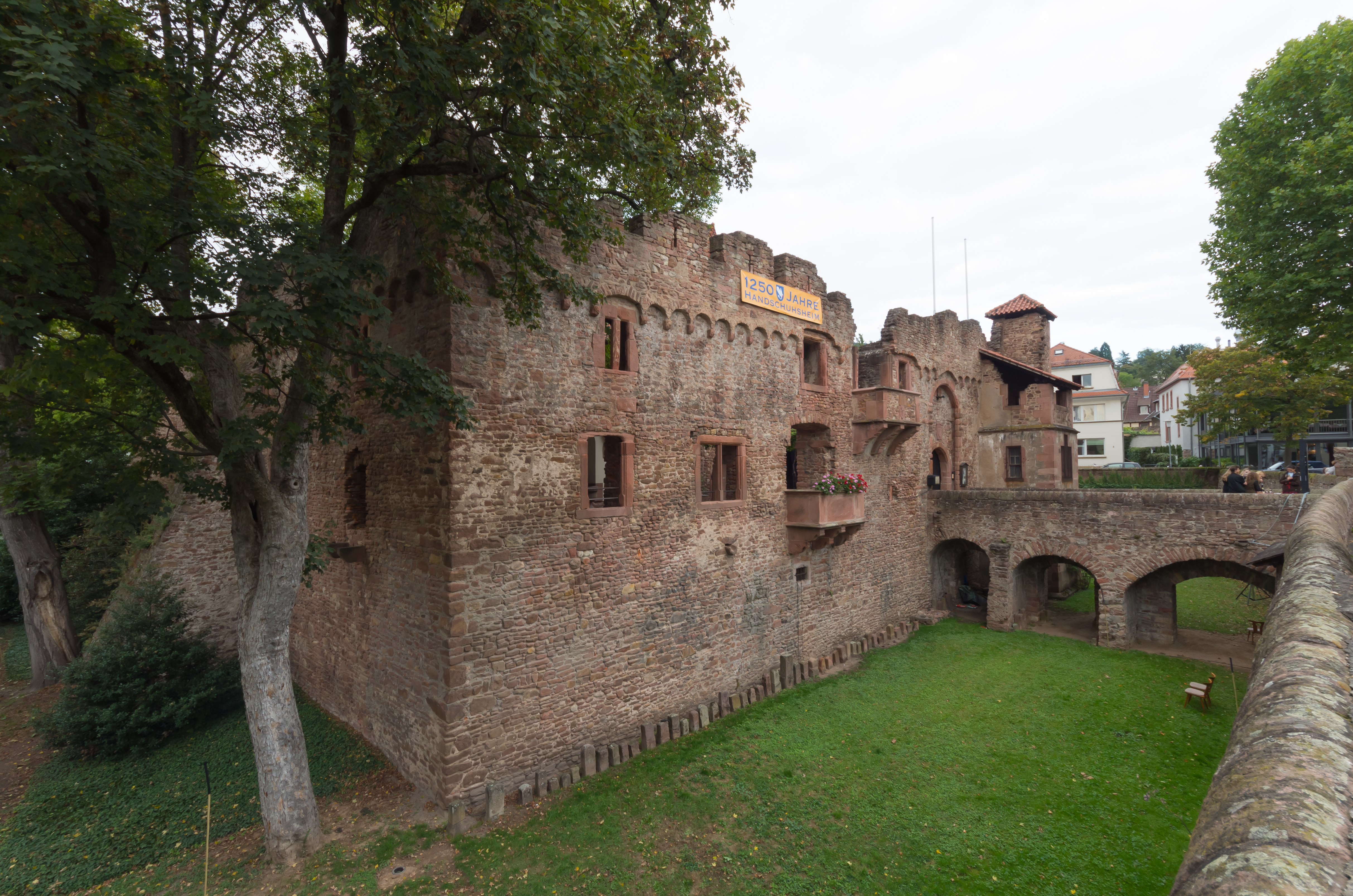
Westseite
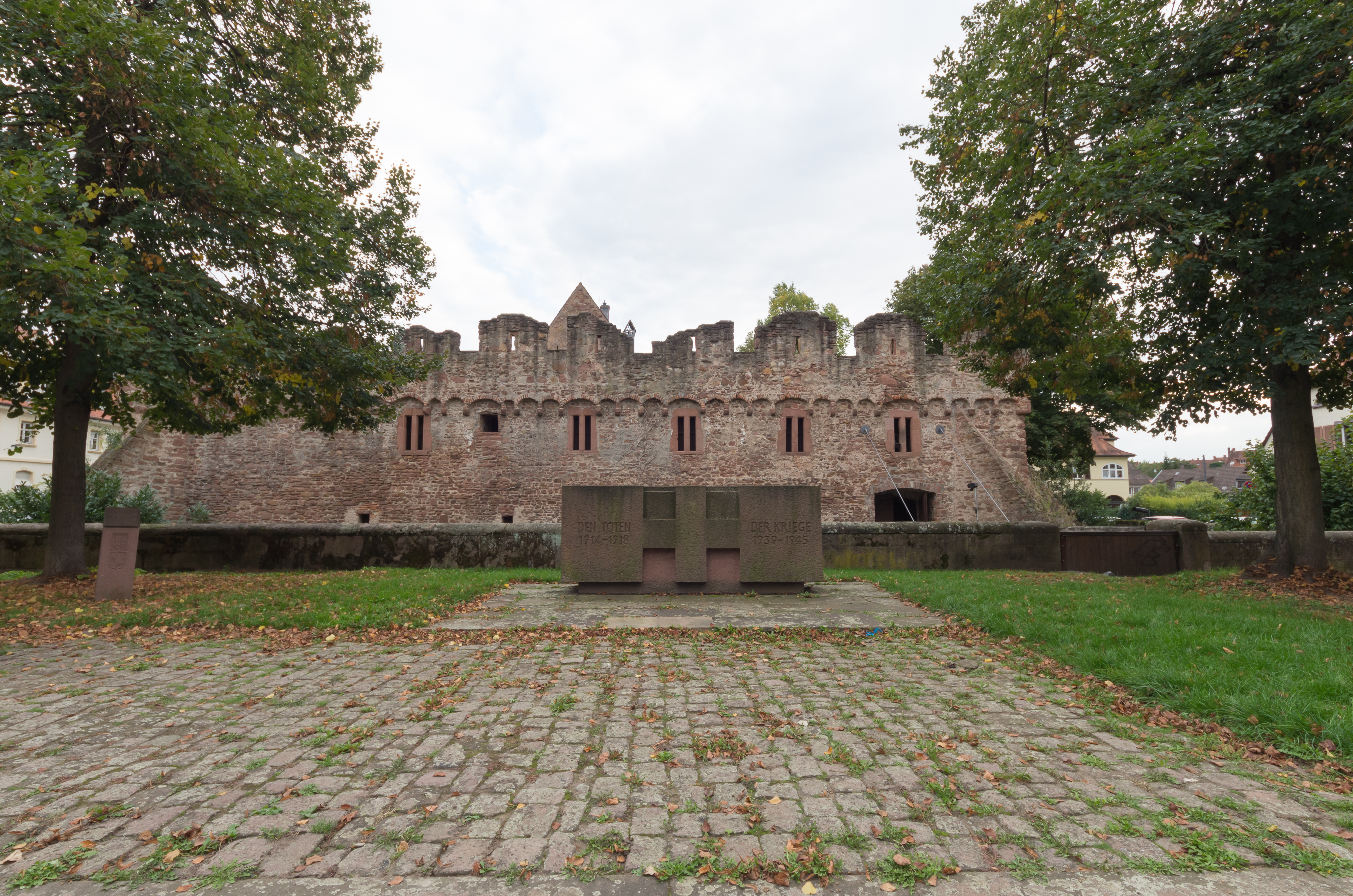
Rückseite mit dem Denkmal für die Toten der Kriege 1914–1918 und 1939–1945
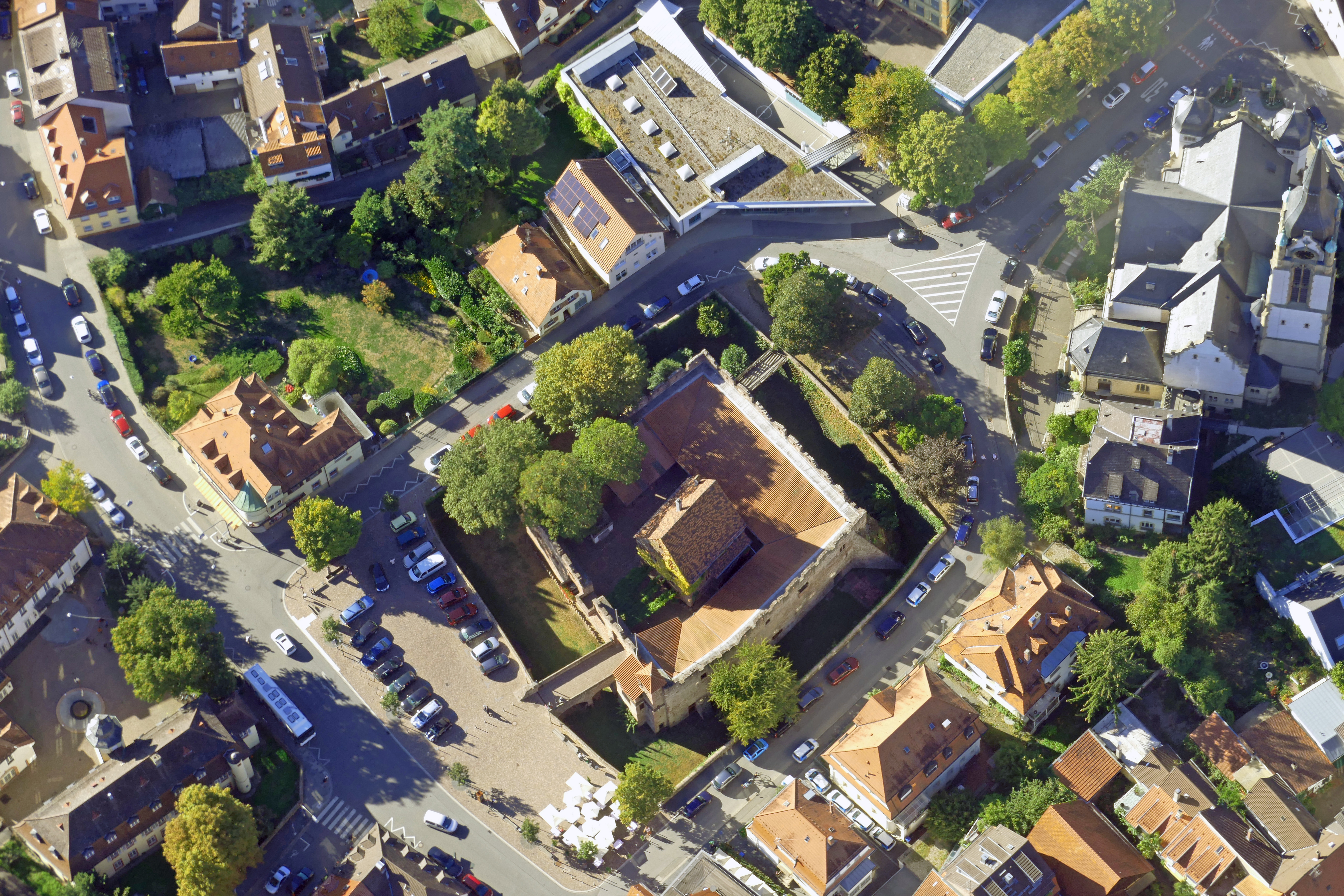
Luftaufnahme der Tiefburg im September 2018

## Heutige Nutzung
Das restaurierte Wohngebäude beherbergt neben Veranstaltungsräumen für örtliche Vereine auch die Geschäftsstelle und das ortsgeschichtliche Archiv des Stadtteilvereins Handschuhsheim. Im Burghof finden zahlreiche örtliche Veranstaltungen statt.

## Literarischer Niederschlag
Die Burg steht im Mittelpunkt des historischen Romans von Walter Laufenberg „Ritter, Tod und Teufel“, der 1992 bei Langen Müller in München erschienen ist.